# 36-та мотострілецька дивізія (СРСР)
36-та мотострілецька дивізія (36 МСД, в/ч 62620) — з'єднання мотострілецьких військ Радянської армії чисельністю в дивізію, яке існувало у 1966—1990 роках. Дивізія створена 20 червня 1966 року в місті Артемівськ, Донецька область. Протягом Холодної війни, дивізія мала статус кадрованої й утримувалася на рівні 15% (2000 осіб) повної штатної чисельності. У січні 1990 року була розформована й включена до складу виведеної з Угорщини на місце її дислокації 254-ї мотострілецької дивізії.

## Історія
Створена 20 червня 1966 року в місті Артемівськ, Донецька область.
У 1972 році 000 окрему роту хіічного захисту було розгорнуто в 19-й окремий батальйон хімічного захисту.
Реорганізація від 15 листопада 1972 року:
- створено 0000 окремий протитанковий артилерійський дивізіон
- створено 00 окремий гвардійський реактивний артилерійський дивізіон - включений до складу артилерійського полку в травні 1980

У 1980 році 000 окремий моторизований транспортний батальйон було перейменовано на 0000 окремий батальйон матеріального забезпечення.
Розформована в січні 1990 року, та включена до складу виведеної з Угорщини на місце її базування 254-ї мотострілецької дивізії.

## Структура
Протягом історії з'єднання його стурктура та склад неодноразово змінювались.

### 1970
- 103-й мотострілецький полк (Артемівськ, Донецька область)
- 142-й мотострілецький полк (Артемівськ, Донецька область)
- 143-й мотострілецький полк (Артемівськ, Донецька область)
- 35-й танковий полк (Артемівськ, Донецька область)
- 0000 артилерійський полк (Артемівськ, Донецька область)
- 0000 зенітний артилерійський полк (Артемівськ, Донецька область)
- 000 окремий ракетний дивізіон (Артемівськ, Донецька область)
- 000 окремий розвідувальний батальйон (Артемівськ, Донецька область)
- 000 окремий інженерно-саперний батальйон (Артемівськ, Донецька область)
- 1179-й окремий батальйон зв'язку (Артемівськ, Донецька область)
- 000 окрема рота хімічного захисту (Артемівськ, Донецька область)
- 000 окремий ремонтно-відновлювальний батальйон (Артемівськ, Донецька область)
- 199-та окрема санітарно-медична рота (Артемівськ, Донецька область)
- 000 окремий батальйон матеріального забезпечення (Артемівськ, Донецька область)

### 1980
- 103-й мотострілецький полк (Артемівськ, Донецька область)
- 142-й мотострілецький полк (Артемівськ, Донецька область)
- 143-й мотострілецький полк (Артемівськ, Донецька область)
- 35-й танковий полк (Артемівськ, Донецька область)
- 0000 артилерійський полк (Артемівськ, Донецька область)
- 0000 зенітний артилерійський полк (Артемівськ, Донецька область)
- 000 окремий ракетний дивізіон (Артемівськ, Донецька область)
- 0000 окремий протитанковий артилерійський дивізіон (Артемівськ, Донецька область)
- 000 окремий розвідувальний батальйон (Артемівськ, Донецька область)
- 000 окремий інженерно-саперний бтальйон (Артемівськ, Донецька область)
- 1179-й окремий батальйон зв'язку (Артемівськ, Донецька область)
- 19-й окремий батальйон хімічного захисту (Артемівськ, Донецька область)
- 000 окремий ремонтно-відновлювальний батальйон (Артемівськ, Донецька область)
- 199-та окрема медична рота (Артемівськ, Донецька область)
- 0000 окремий батальйон матеріального забезпечення (Артемівськ, Донецька область)

### 1988
- 103-й мотострілецький полк (Артемівськ, Донецька область)
- 142-й мотострілецький полк (Артемівськ, Донецька область)
- 143-й мотострілецький полк (Артемівськ, Донецька область)
- 35-й танковий полк (Артемівськ, Донецька область)
- 0000 артилерійський полк (Артемівськ, Донецька область)
- 0000 зенітний ракетний полк (Артемівськ, Донецька область)
- 000 окремий ракетний дивізіон (Артемівськ, Донецька область)
- 0000 окремий протитанковий артилерійський дивізіон (Артемівськ, Донецька область)
- 000 окремий розвідувальний батальйон (Артемівськ, Донецька область)
- 000 окремий інженерно-саперний батальйон (Артемівськ, Донецька область)
- 1179-й окремий батальйон зв'язку (Артемівськ, Донецька область)
- 19-й окремий батальйон хімічного захисту (Артемівськ, Донецька область)
- 000 окремий ремонтно-відновлювальний батальйон (Артемівськ, Донецька область)
- 199-та окрема медична рота (Артемівськ, Донецька область)
- 0000 окремий батальйон матеріального забезпечення (Артемівськ, Донецька область)

## Розташування
- Штаб (Артемівськ): 48 35 35N, 37 58 35E
- Артемівські казарми: 48 35 43N, 37 58 39E